# Demon Front
Demon Front (кит. трад.: 魔域戰線; піньїнь: Móyù Zhànxiàn; Мою Джаньсянь; укр. Магічна бойова лінія) — аркадна відеогра 2002 року з елементами сайд-скролера та біжи і стріляй, розроблена та опублікована International Games System.

## Ігровий процес
Ігровий процес схожий на Metal Slug та інші ігри в жанрі сайд-скролер. У ній відсутні транспортні засоби, які були елементом Metal Slug.
Крім того, в грі є кілька унікальних особливостей. Кожен з чотирьох персонажів має домашнього улюбленця, якого можна відправити в атаку на ворогів або використати як щит. Для цього є три кнопки: Стріляти, стрибати та щит. Утримування кнопки «Стріляти» заряджає вихованця гравця, а коли її відпускають, вихованець на кілька секунд завдає стаціонарної руйнівної атаки. Кнопка «Щит» перетворює вихованця на постійний щит, який діє доти, доки гравець не натисне кнопку ще раз або доки він не отримає достатню кількість пошкоджень, щоб зникнути. Атаки ближнього бою та атаки вихованців вивільняють серця, які збільшують силу їхніх щитів.
Серед персонажів — Джейк і Сара, двоє звичайних людей з Землі. Доктор Джей, вчений, і мавпа Мая. Всі персонажі в основному мають однаковий ігровий процес.